# 628
| Calendário gregoriano                                                        | 628 DCXXVIII                    |
| Ab urbe condita                                                              | 1381                            |
| Calendário arménio                                                           | 76 – 77                         |
| Calendário bahá'í                                                            | -1216 – -1215                   |
| Calendário budista                                                           | 1172                            |
| Calendário chinês                                                            | 3324 – 3325                     |
| Calendário copta                                                             | 344 – 345                       |
| Calendário etíope                                                            | 620 – 621                       |
| Calendários hindus - Vikram Samvat - Calendário nacional indiano - Cáli Iuga | 683 – 684 549 – 550 3728 – 3729 |
| Calendário Holoceno                                                          | 10628                           |
| Calendário islâmico                                                          | 6 – 7                           |
| Calendário judaico                                                           | 4388 – 4389                     |
| Calendário persa                                                             | 6 – 7                           |
| Calendário rúnico                                                            | 878                             |
| Calendário solar tailandês                                                   | 1171                            |

## Eventos

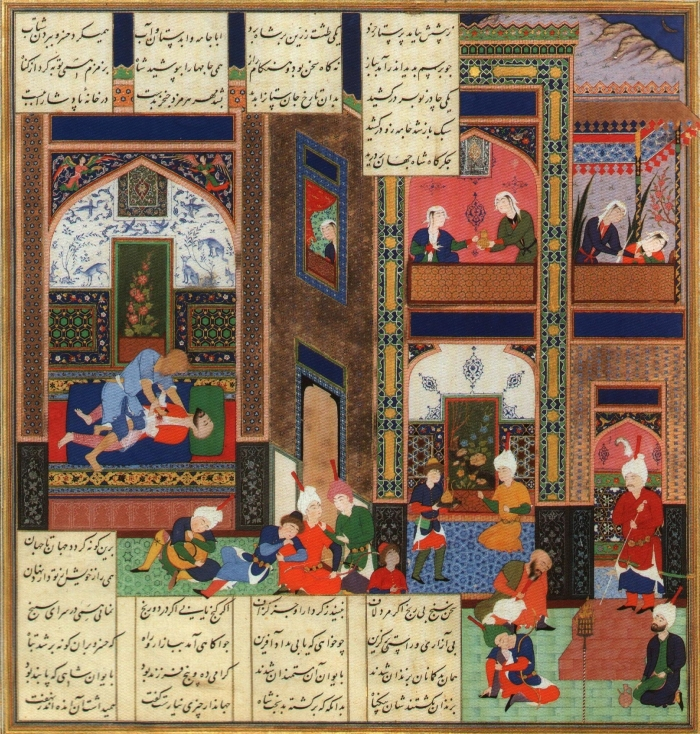
Assassinato do xá sassânida

- Fim da Guerra bizantino-sassânida de 602–628.
- O matemático e astrónomo indiano Brahmagupta termina o seu livro Brāhmasphuṭasiddhānta.
- Março — Tratado de Hudaibia, acordo de tréguas entre Maomé e os coraixitas.
- Setembro — Artaxer III, então com sete anos de idade, é coroado xá sassânida.

## Nascimentos
- Bento Biscop — santo e abade anglo-saxão  (m. 690).
- Wen Cheng — imperatriz tibetana entre 641 e 649 (m. 680 ou 682).

## Mortes
- Comitas de Arzanena — católico de todos os arménios entre 615 e a sua morte.
- Teodolinda — esposa de Autário e de Agilolfo; rainha dos lombardos entre 590 e 591  (n. 570)
- 22 de janeiro — Anastácio da Pérsia, santo e mártir persa
- 28 de fevereiro — Cosroes II, xá sassânida entre 590 e a sua morte.
- 15 de abril — Suiko, 33.º imperatriz do Japão entre 593 e a sua morte  (n. 554).
- 6 de setembro — Cavades II, xá sassânida no ano da sua morte  (n. 590)